# Ternesite
La ternesite è un minerale.

## Etimologia
Chiamata così in onore del mineralogista tedesco Bernd Termes (1955- ), scopritore del minerale e studioso dell'area dell'Eifel.